# هال نيوتن
هال نيوتن هو لاعب كرة قدم أمريكية شمالية ‏ كندي، ولد في 14 سبتمبر 1933، وتوفي في 2 يناير 2014 في وندسور في كندا.

## وصلات خارجية
- هال نيوتن على موقع JustSportsStats.com (الإنجليزية)